# Rue Jacques-Cœur
La rue Jacques-Cœur est une voie du 4e arrondissement de Paris, en France.

## Situation et accès
La rue Jacques-Cœur est une voie publique située dans le 4e arrondissement de Paris. Elle débute au 4-4 bis, rue de la Cerisaie et se termine au 3, rue Saint-Antoine.

## Origine du nom
Le nom de la rue fait référence à Jacques Cœur (1400-1456), marchand français, négociant, banquier, armateur et Grand Argentier du royaume de France.

## Historique
Elle faisait précédemment partie de la rue de l'Orme, ouverte en 1829 sur l'emplacement de la place de l'Arsenal ou des Armes, de la Chaussée de l'Arsenal et du passage des Fontaines-de-la-Bastille.

## Bâtiments remarquables et lieux de mémoire
- À l'angle de la rue de la Cerisaie se trouve le centre culturel d'espéranto, siège des associations Espéranto-France, Espéranto-Jeunes et Espéranto Paris Île-de-France.
- Dans cette rue se trouvait en 1827 l'imprimeur J.-B. C. Souchois.